# Bimuria novae-zelandiae
Bimuria novae-zelandiae är en svampart som beskrevs av D. Hawksw., Chea & Sheridan 1979. Bimuria novae-zelandiae ingår i släktet Bimuria och familjen Montagnulaceae.   Inga underarter finns listade i Catalogue of Life.